# Ehehaftes Recht
Unter einem ehehaften Recht versteht man im Schweizer Zivilrecht ein subjektives Recht, welches einerseits in der heutigen Rechtsordnung nicht mehr vorgesehen und daher auch nicht mehr neu begründbar ist, dessen Bestand aber andererseits von der heutigen Rechtsordnung weiterhin anerkannt wird, wenn im Zeitpunkt der Begründung solche Rechte von der Rechtsordnung vorgesehen waren. Es handelt sich daher bei den ehehaften Rechten um Überbleibsel einer untergegangenen – oder zumindest abgelösten – Rechtsordnung.
Beispiele für ehehafte Rechte finden sich im Zusammenhang mit der Landwirtschaft, so etwa bei den ehehaften Wasser(nutzungs)rechten.